# Galavant
Galavant – komedia muzyczna, amerykański serial telewizyjny wyprodukowany przez ABC Studios oraz River Studios. Twórcą serialu jest Dan Fogelman. Serial jest emitowany od 4 stycznia 2015 roku przez ABC.

7 maja 2015 roku, stacja ABC ogłosiła zamówienie 2 sezonu, który będzie liczył 10 odcinków.
2 sezon serialu wyemitowany został przez amerykańską stację telewizyjną ABC 3 stycznia 2016 roku i liczył 10 odcinków.

13 maja 2016 roku, stacja ABC ogłosiła anulowanie serialu po drugim sezonie

## Fabuła
Serial opowiada o rycerzu Galavancie, który chce się zemścić na królu Richardzie za odebranie mu prawdziwej miłości, pięknej Madaleny.

## Obsada

### Główna
- Joshua Sasse jako Galavant[5]
- Timothy Omundson jako król Richard[6]
- Vinnie Jones jako Gareth[5]
- Mallory Jansen jako Madalena[5]
- Karen David jako Isabella[5]
- Luke Youngblood jako Sid[5]

### Drugoplanowa
- Ben Presley jako the Jester, narrator
- Daniel Evans jako Chef
- Stanley Townsend jako król Walencji
- Genevieve Allenbury jako królowa Walencji

### Gościnna
- John Stamos jako Sir Jean Hamm[7]
- Hugh Bonneville jako Peter the Pillager[8]
- Sophie McShera jako Gwynne
- Weird Al Yankovic jako Confessional Monk
- Ricky Gervais jako Xanax the wizard[9]
- Anthony Stewart Head jako Sir Arnold Galavant
- Rutger Hauer jako Kingsley[10]

## Odcinki
| Sezon | Sezon | Odcinki | Oryginalna emisja | Oryginalna emisja | Oryginalna emisja | Oryginalna emisja | Oryginalna emisja |
| Sezon | Sezon | Odcinki | Premiera sezonu   | Finał sezonu      | Premiera sezonu   | Finał sezonu      |                   |
| ----- | ----- | ------- | ----------------- | ----------------- | ----------------- | ----------------- | ----------------- |
|       | 1     | 8       | 4 stycznia 2015   | 25 stycznia 2015  | brak danych       | brak danych       |                   |
|       | 2     | 10      | 3 stycznia 2016   | 31 stycznia 2016  | brak danych       | brak danych       |                   |

## Produkcja
9 maja 2014 roku, ABC zamówiła serial na sezon telewizyjny 2014/15, które emisja jest zaplanowana na midseason.